# 7月24日通りのクリスマス
『7月24日通りのクリスマス』（しちがつにじゅうよっかどおりのクリスマス）は、2006年11月3日に全国東宝系で公開されたロマンティック・コメディ映画。
原作は吉田修一の小説「7月24日通り」。大沢たかおと中谷美紀（ヒロイン）のW主演で、長崎とリスボン（ポルトガル）の街が映画の舞台となった。

## ストーリー
生まれ育った長崎で、地味で平凡な生活を送るOL・本田サユリ（中谷美紀）。退屈な毎日を過ごす彼女の楽しみは、長崎の街をポルトガルのリスボンの街に置き換え、出会う男性たちに“自分だけの王子様ランキング”をつけること。そんな彼女の唯一の自慢は、超美男子の弟・耕治（阿部力）だけ。しかし、弟が連れてきた恋人は地味で冴えない、自分にそっくりなメグミ（上野樹里）で、サユリのイライラは募るばかり。
幼なじみの漫画オタク・森山芳夫（佐藤隆太）に、恋をしたいと愚痴ってばかりの日々、そんなある日、大学のOB会にやって来たサユリの自分だけの王子様ランキングのトップを独走中の憧れの先輩・奥田聡史（大沢たかお）と再会する。しかも後日、なんと聡史からデートに誘われて、すっかり舞い上がるサユリだが、聡史との仲が進展するほど不釣合いな恋に臆病になってしまう。
クリスマスまであと1か月、妄想と現実の狭間で揺れ動くサユリの恋の行方は…?

## キャスト
- 奥田聡史 - 大沢たかお
- 本田サユリ - 中谷美紀
- 森山芳夫 - 佐藤隆太
- 神林メグミ - 上野樹里
- 本田耕治 - 阿部力
- 真木勇太 - 劇団ひとり
- - 野波麻帆
- - 青木伸輔
- - 西山茉希
- - メクダシ・カリル
- 安藤亜希子 - 川原亜矢子
- - 諏訪太朗
- - いとうあいこ
- - 岩橋道子
- - 藤本静
- - 風間由次郎
- - 後藤康夫
- サユリの王子様ランキング今週の第５位 - 平岡祐太（カメオ出演）
- - 夏川純
- - 青田典子
- 安藤譲 - 沢村一樹
- 海原和子 - YOU
- 本田五郎 - 小日向文世
- 美少女棋士 - 増元裕子

## スタッフ
- 監督 - 村上正典
- 脚本 - 金子ありさ
- 原作 - 吉田修一「7月24日通り」
- 音楽 - 服部隆之
- 音楽プロデューサー - 北原京子
- 撮影 - 高瀬比呂志
- アニメーション- ミズヒロ・サビーニ
- イラストレーション - いがらしゆみこ
- 協力 - ながさき観光地映像化支援センター、日本航空
- 製作 - 東宝、テレビ朝日、スターダストピクチャーズ、博報堂DYメディアパートナーズ、 CORE INTERNATIONAL、朝日放送、メ〜テレ
- 製作プロダクション - 東宝映像制作部、共同テレビジョン
- 配給 - 東宝

### 主題歌
- K「ファースト・クリスマス」（ソニー・ミュージックエンタテインメント／ソニー・ミュージックレコーズ）
作詞：小山内舞 / 作曲：K & 松尾潔 / 編曲：URU / ストリングス：GEN ITTETSU & URU

劇中で使用されたクリスマスソング
- エラ・フィッツジェラルド「ウィンター・ワンダーランド」
- ダイアナ・ロス & シュープリームス「サンタが町にやってくる」
- アシャンティ「ウィ・ウィッシュ・ユー・アー・メリー・クリスマス」
- akiko「ザ・ファースト・ノエル」（本作の為に録音）

## 主なロケ地
都内・長崎・リスボンの他に、長野・埼玉でも撮影された。
- 長崎市 - オランダ坂、長崎市公会堂前広場、眼鏡橋、グラバー邸
- ポルトガル・リスボン - コメルシオ広場
- 長野県 - 信州大学・講堂（現在・回想シーン）

## 備考
7月24日通りは、リスボン（ポルトガル）に実在する通り。劇中でのサユリにとっての妄想の7月24日通りは、長崎西通りであるという設定（長崎西通りも設定）。「長崎西通り」の電停は実在せず、公会堂前電停（現・市民会館電停）をロケ用に改装した。

## 関連商品
- ナビゲートDVD「7月24日通りのクリスマス」〜リスボンからのプレゼント〜（2006年10月20日／レントラックジャパン）
- K・7thマキシシングル「ファースト・クリスマス」（2006年11月1日／ソニー・ミュージックレコーズ）